# Obergericht Lehe
Das Obergericht Lehe war ein Kleines Obergericht im Königreich Hannover. Es hatte seinen Sitz in Lehe, das heute ein Stadtteil von Bremerhaven ist.
Nach der Revolution von 1848 wurde im Königreich Hannover die Rechtsprechung von der Verwaltung getrennt und die Patrimonialgerichtsbarkeit abgeschafft.
Zum 1. Oktober 1852 wurden zwölf Große und vier Kleine Obergerichte als Gerichte zweiter Instanz (vergleichbar mit heutigen Landgerichten), darunter das Obergericht Lehe eingerichtet.
Dem Obergericht Lehe waren folgende Gerichte nachgeordnet:
- 6 Amtsgerichte
  - Amtsgericht Bederkesa
  - Amtsgericht Beverstedt
  - Amtsgericht Dorum
  - Amtsgericht Hagen im Bremischen
  - Amtsgericht Lehe
  - Amtsgericht Otterndorf[3]
- im Land Hadeln die tradierten zwölf Kirchspielsgerichte (zuständig für die freiwillige Gerichtsbarkeit):
  - im Hochland: Altenbruch, Lüdingworth, Nordleda, Neuenkirchen, Osterbruch, Osterende-Otterndorf und Westerende-Otterndorf.
  - im Sietland: Oster-Ilienworth, Wester-Ilienworth, Odisheim, Steinau, Wanna.

1859 wurde das Obergericht Lehe aufgehoben.

## Präsidenten
- 1852–1858: Rudolf Wilhelm Julius Reinecke, Obergerichtsdirektor
- 1858–1859: Johann Heinrich Georg Bernhard Danckert, Oberjustizrat